# Santa Maria d'Enfesta
Santa Maria d'Enfesta és una església de la Molsosa (Solsonès) inclosa a l'Inventari del Patrimoni Arquitectònic de Catalunya. El temple és sufragània de Calonge de Segarra.
És una petita església d'estil romànic i gòtic primitiu, amb volta de pedra i un petit campanar d'espadanya. L'església de Santa Maria era l'antiga capella del castell d'Enfesta, adossada a un dels seus murs. El castell es troba en bon estat després d'una llarga restauració.